# Magazine (Editors)
Magazine is een nummer uit van de Britse band Editors uit 2018. Het is de eerste single van hun zesde studioalbum Violence.
Al in de zomer van 2017, een halfjaar voordat het werd uitgebracht, speelden de Editors het nummer live op festivals. Frontman Tom Smith wil "Magazine" niet meteen een politiek beladen nummer noemen, maar toch wordt in de tekst de draak gestoken met mensen in machtsposities. Ook in de bijbehorende videoclip zien we een aantal belangrijk uitziende figuren die het niet bepaald goed met elkaar kunnen vinden. Het nummer flopte in het Verenigd Koninkrijk, het thuisland van de Editors, maar werd wel een klein hitje in België. Het bereikte de eerste positie in de Vlaamse Tipparade.